# Interleukina 23
Interleukina 23, IL-23 – heterodimer, składający się z dwóch podjednostek.
Interleukina ta jest produkowana przez komórki dendrytyczne. Wpływa na proliferację oraz cytotoksyczność limfocytów T. Indukuje wydzielanie INF z tych komórek.
Działa również na krwiotworzenie, pobudzając w tym celu wytwarzanie neutrofilów i płytek krwi. Ma silnie indukujący wpływ na powstawanie białek ostrej fazy. 
Bierze udział w odpowiedzi przeciw bakteriom, grzybom oraz pasożytom zewnątrzkomórkowym. 